# El-Sayed-Gletscher
Der El-Sayed-Gletscher ist ein 24 km langer Gletscher im westantarktischen Marie-Byrd-Land. Er fließt von den nordöstlichen Hängen des Zuncich Hill in nordöstlicher Richtung zum Land-Gletscher, den er an der Südseite des Mount Shirley erreicht.
Der United States Geological Survey kartierte ihn anhand eigener Vermessungen und Luftaufnahmen der United States Navy aus den Jahren von 1959 bis 1965. Das Advisory Committee on Antarctic Names benannte ihn 1970 nach dem aus Ägypten stammenden US-amerikanischen Ozeanographen Sayed Z. El-Sayed (1926–2005), der für das United States Antarctic Research Program von 1967 bis 1968 und 1969 bis 1970 an den International Weddell Sea Oceanographic Expeditions teilnahm.